# George Madison Adams

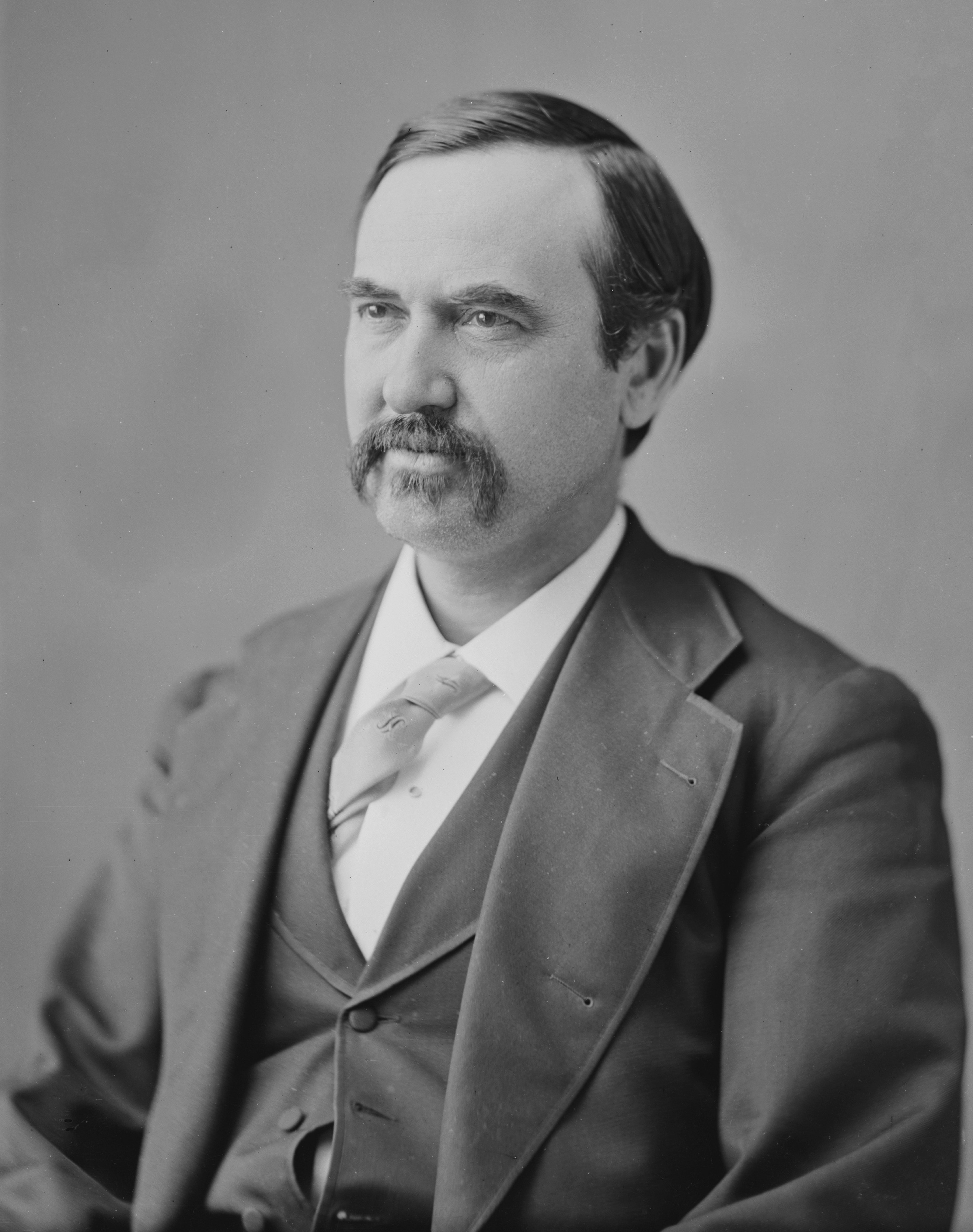
George Madison Adams

George Madison Adams (* 20. Dezember 1837 in Barbourville, Kentucky; † 6. April 1920 in Winchester, Kentucky) war ein US-amerikanischer Politiker. Zwischen 1867 und 1875 vertrat er den Bundesstaat Kentucky im US-Repräsentantenhaus.

## Werdegang
George Adams erhielt eine private Schulausbildung und besuchte danach das Centre College in Danville. Anschließend studierte er Jura. Zwischen 1859 und 1861 war er Verwaltungsangestellter am Bezirksgericht im Knox County. Er war Besitzer von Sklaven. Während des Bürgerkrieges diente er im Heer der Union. Bis 1863 war er Hauptmann einer Infanterieeinheit aus Kentucky, danach Zahlmeister im Rang eines Majors.
Adams wurde Mitglied der Demokratischen Partei. Bei den Kongresswahlen des Jahres 1866 wurde er im achten Wahlbezirk von Kentucky in das US-Repräsentantenhaus in Washington, D.C. gewählt, wo er am 4. März 1867 die Nachfolge von William H. Randall antrat. Nach drei Wiederwahlen war er bis zum 3. März 1875 Mitglied im Kongress. Seit 1873 vertrat er als Nachfolger von John McConnell Rice den neunten Distrikt seines Staates. Zwischen 1865 und 1869 war die Arbeit des Kongresses von den Spannungen zwischen der Republikanischen Partei und Präsident Andrew Johnson geprägt, die in einem nur knapp gescheiterten Amtsenthebungsverfahren gipfelten. Außerdem wurden der 14. und der 15. Verfassungszusatz ratifiziert. 1874 wurde Adams nicht mehr wiedergewählt.
Zwischen 1875 und 1881 war Adams  Clerk für die Kongressverwaltung. Von 1884 bis 1887 war er bei der Landbehörde des Staates Kentucky beschäftigt; von 1887 bis 1891 fungierte er als Secretary of State von Kentucky. Im Jahr 1891 wurde er Eisenbahnbeauftragter. Danach wurde Adams von Präsident Grover Cleveland zum Pensionsbeauftragten der Bundesregierung für Louisville ernannt. Dieses Amt bekleidete er zwischen 1894 und 1898.
George Adams verbrachte seinen Ruhestand in Winchester, wo er am 6. April 1920 starb.
Er war der Neffe von Green Adams (1812–1884), der zwischen 1847 und 1861 zweimal den Staat Kentucky im Kongress vertrat.